# WRMI
WRMI (W Radio Miami International) es una emisora de radio estadounidense que transmite desde la Florida para todo el mundo a través de Internet y la onda corta. Los programas se emiten en español y en inglés.
Originalmente su programación en onda corta empezó a través de las emisoras WWCR, WHRI y WRNO. El 14 de junio de 1994 comenzó sus transmisiones con un transmisor de 50 kW y 2 antenas cerca de Miami, Florida. En diciembre de 2013 compró el campo de trasmisión de WYFR en Okeechobee, Florida, lo cual la dotó de una docena de transmisores de 100 kW, 2 transmisores de 50 kW y varias antenas para transmitir  hacia todas direcciones y espera renovación de licencia a partir de marzo de 2021.
La programación de la emisora consiste mayormente en programas de opinión, de interés para los diexistas, música internacional y algunos programas religiosos. Algunas de sus transmisiones han sido objeto de interferencia intencionada por parte del gobierno cubano en los años pasados.